# توم بالدوين
توم بالدوين (بالإنجليزية: Tom Baldwin)‏ هو لاعب كرة قدم أمريكية أمريكي، ولد في 13 مايو 1961، وتوفي في 1 مايو 2000 في نابرفيل في الولايات المتحدة.

## وصلات خارجية
- توم بالدوين على موقع مرجع كرة القدم المحترفة.كوم (الإنجليزية)